# Æthelberht (roi du Kent)
Vous lisez un « bon article » labellisé en 2012.
Pour les articles homonymes, voir Ethelbert.
Æthelberht, Aethelbert ou Ethelbert (mort le 24 février 616) est roi du Kent de 580 ou 590 jusqu’à sa mort. Il est le premier souverain anglo-saxon converti au christianisme.
Fils et successeur d'Eormenric, il épouse (probablement avant son avènement) la princesse mérovingienne Berthe, fille du roi de Paris Caribert. En 597, il accueille dans son royaume la mission grégorienne envoyée par le pape Grégoire Ier pour évangéliser la Grande-Bretagne. Il reçoit le baptême à une date inconnue et commence à promouvoir le christianisme dans le Kent. Il pourvoit l'Église en terres à Cantorbéry, où est fondée la future abbaye Saint-Augustin.
Sous l'influence d'Æthelberht, les rois Sæberht d'Essex et Rædwald d'Est-Anglie se convertissent à leur tour. Le Kent semble exercer à cette époque une certaine autorité sur le reste de l'Angleterre. D'après Bède le Vénérable, Æthelberht exerce l’imperium sur les autres royaumes anglo-saxons. La Chronique anglo-saxonne lui attribue le titre de bretwalda, ou « souverain de Bretagne ».
Æthelberht est à l'origine d'un code de lois rédigé en vieil anglais. Il s'agit du plus ancien document législatif connu rédigé dans une langue germanique. Sous son règne, le Kent est un pays prospère qui commerce de manière intensive avec le continent et où la monnaie recommence à circuler pour la première fois depuis l'arrivée des Anglo-Saxons.
Æthelberht meurt en 616 et son fils Eadbald lui succède. Pour son rôle dans la propagation du christianisme parmi les Anglo-Saxons, il est considéré comme saint par plusieurs dénominations chrétiennes et fêté le 24 février, le 25 février ou le 27 mai.

## Contexte

Les royaumes anglo-saxons à l’époque de l’avènement d’Æthelberht.

Au Ve siècle, les raids des peuples continentaux sur l’île de Grande-Bretagne évoluent pour devenir de véritables migrations. Les nouveaux arrivants, qui comptent des Angles, des Saxons, des Jutes et des Frisons, entre autres, s’emparent de terres dans le sud et l’est de l’Angleterre, mais à la fin du Ve siècle, la victoire bretonne au mont Badon interrompt la progression anglo-saxonne pendant une cinquantaine d’années,. Cependant, au début des années 550, les Bretons recommencent à perdre du terrain, et les envahisseurs semblent avoir pris le contrôle de tout le sud de l’Angleterre en l’espace d’un quart de siècle. L'historien Peter Hunter Blair date la conquête finale de la période 550-575.
La conquête du Kent est apparemment antérieure à la bataille du mont Badon. Les sources écrites et l'archéologies suggèrent que le Kent est d’abord colonisé par les Jutes, venus du sud de la péninsule du Jutland. D’après la légende, les frères Hengist et Horsa auraient débarqué en 449 comme mercenaires au service du roi breton Vortigern. Ils se seraient révoltés pour une question de solde impayée, et après la mort de Horsa au combat, Hengist aurait fondé le royaume de Kent. Certains historiens considèrent aujourd’hui ce récit comme purement légendaire, bien que l’histoire d’une révolte de mercenaires semble plausible, et que la date de la fondation du royaume de Kent soit située vers le milieu du Ve siècle, ce qui correspond à la légende,,. À cette date, les Romains n’ont quitté le sol de l’île que depuis quelques décennies et la civilisation romaine s’est peut-être mieux perpétuée dans le Kent que dans le reste de l’Angleterre.
Il est possible que les invasions anglo-saxonnes aient impliqué une coordination militaire entre les différents groupes d’envahisseurs, avec un chef disposant d’une certaine autorité sur l’ensemble des Anglo-Saxons : le mystérieux Ælle de Sussex a pu être un tel chef. La naissance des nouveaux royaumes est suivie des premiers conflits entre eux, et la domination d’un royaume sur un autre peut se traduire sous la forme d’un tribut. Un royaume faible peut aussi demander la protection d’un voisin plus fort contre un tiers belliqueux. Pour toutes ces raisons, l’hégémonie est une caractéristique centrale de la politique anglo-saxonne, avant même l’époque d’Æthelberht et jusqu’au IXe siècle.

## Sources
Une source importante pour cette période de l’histoire du Kent est l’Histoire ecclésiastique du peuple anglais, écrite en 731 par Bède le Vénérable, un moine bénédictin de Northumbrie. Son sujet est en premier lieu la christianisation de l’Angleterre, mais il offre également des informations sur l’histoire séculière, et Æthelberht, en tant que premier roi anglo-saxon converti, l’intéresse tout particulièrement. Un des correspondants de Bède est Albinus, abbé du monastère Saint-Pierre et Saint-Paul de Cantorbéry. Une autre source importante est la Chronique anglo-saxonne, une collection d’annales assemblée vers 890 dans le royaume de Wessex, qui mentionne plusieurs événements survenus sous le règne d’Æthelberht.
Le Kent est également évoqué par des sources extérieures. C'est le cas de l’Histoire des Francs, écrite à la fin du VIe siècle par l'évêque Grégoire de Tours, qui est ainsi la plus ancienne source connue mentionnant un royaume anglo-saxon. Il subsiste également quelques-unes des lettres du pape Grégoire le Grand concernant la mission d’Augustin dans le Kent. Elles permettent d’élaborer des hypothèses sur la situation du Kent à l’époque et sur les relations entretenues par ce royaume avec ses voisins.
Enfin, il existe également des listes de rois de Kent et des chartes. Ces dernières sont des documents rédigés pour enregistrer les donations faites par les rois à leurs fidèles ou à l’Église, et représentent une des sources les plus anciennes en Angleterre. Aucun original d’une charte du règne d’Æthelberht ne subsiste, mais des copies ultérieures existent. Une copie de son code de lois est préservée dans le Textus Roffensis, un manuscrit compilé au XIIe siècle.

## Biographie

### Ancêtres et avènement
|  |  | Caribert roi de Paris | Caribert roi de Paris | Caribert roi de Paris | Caribert roi de Paris | Caribert roi de Paris | Caribert roi de Paris |        |        | Ingeberge   | Ingeberge   | Ingeberge   | Ingeberge   | Ingeberge              | Ingeberge              |                        |                        |                        |                        | Eormenric roi du Kent | Eormenric roi du Kent | Eormenric roi du Kent | Eormenric roi du Kent | Eormenric roi du Kent | Eormenric roi du Kent |                     |                     |                     |                     |                     |                     |  |  |  |  |
|  |  | Caribert roi de Paris | Caribert roi de Paris | Caribert roi de Paris | Caribert roi de Paris | Caribert roi de Paris | Caribert roi de Paris |        |        | Ingeberge   | Ingeberge   | Ingeberge   | Ingeberge   | Ingeberge              | Ingeberge              |                        |                        |                        |                        | Eormenric roi du Kent | Eormenric roi du Kent | Eormenric roi du Kent | Eormenric roi du Kent | Eormenric roi du Kent | Eormenric roi du Kent |                     |                     |                     |                     |                     |                     |  |  |  |  |
|  |  |                       |                       |                       |                       |                       |                       |        |        |             |             |             |             |                        |                        |                        |                        |                        |                        |                       |                       |                       |                       |                       |                       |                     |                     |                     |                     |                     |                     |  |  |  |  |
|  |  |                       |                       |                       |                       |                       |                       |        |        |             |             |             |             |                        |                        |                        |                        |                        |                        |                       |                       |                       |                       |                       |                       |                     |                     |                     |                     |                     |                     |  |  |  |  |
|  |  |                       |                       |                       |                       | Berthe                | Berthe                | Berthe | Berthe | Berthe      | Berthe      |             |             | Æthelberht roi du Kent | Æthelberht roi du Kent | Æthelberht roi du Kent | Æthelberht roi du Kent | Æthelberht roi du Kent | Æthelberht roi du Kent |                       |                       |                       |                       |                       |                       | Ricula ép. Sledd    | Ricula ép. Sledd    | Ricula ép. Sledd    | Ricula ép. Sledd    | Ricula ép. Sledd    | Ricula ép. Sledd    |  |  |  |  |
|  |  |                       |                       |                       |                       | Berthe                | Berthe                | Berthe | Berthe | Berthe      | Berthe      |             |             | Æthelberht roi du Kent | Æthelberht roi du Kent | Æthelberht roi du Kent | Æthelberht roi du Kent | Æthelberht roi du Kent | Æthelberht roi du Kent |                       |                       |                       |                       |                       |                       | Ricula ép. Sledd    | Ricula ép. Sledd    | Ricula ép. Sledd    | Ricula ép. Sledd    | Ricula ép. Sledd    | Ricula ép. Sledd    |  |  |  |  |
|  |  |                       |                       |                       |                       |                       |                       |        |        |             |             |             |             |                        |                        |                        |                        |                        |                        |                       |                       |                       |                       |                       |                       |                     |                     |                     |                     |                     |                     |  |  |  |  |
|  |  |                       |                       |                       |                       |                       |                       |        |        |             |             |             |             |                        |                        |                        |                        |                        |                        |                       |                       |                       |                       |                       |                       |                     |                     |                     |                     |                     |                     |  |  |  |  |
|  |  | Eadbald roi du Kent   | Eadbald roi du Kent   | Eadbald roi du Kent   | Eadbald roi du Kent   | Eadbald roi du Kent   | Eadbald roi du Kent   |        |        | Æthelwald ? | Æthelwald ? | Æthelwald ? | Æthelwald ? | Æthelwald ?            | Æthelwald ?            |                        |                        | Æthelburg ép. Edwin    | Æthelburg ép. Edwin    | Æthelburg ép. Edwin   | Æthelburg ép. Edwin   | Æthelburg ép. Edwin   | Æthelburg ép. Edwin   |                       |                       | Sæberht roi d'Essex | Sæberht roi d'Essex | Sæberht roi d'Essex | Sæberht roi d'Essex | Sæberht roi d'Essex | Sæberht roi d'Essex |  |  |  |  |

Selon Bède, Æthelberht est un descendant direct d'Hengist. Il donne la généalogie suivante : « Ethelbert était le fils d'Irminric, fils d'Octa, et d'après son grand-père Oeric, surnommé Oisc, les rois du peuple de Kent sont connus sous le nom d'Oiscings. Le père d'Oeric était Hengist. » Une autre forme de cette généalogie, qui se trouve entre autres dans la Historia Brittonum, inverse les positions d'Octa et d'Oisc dans la lignée. Le premier de ces rois qui peut être considéré comme historique est vraisemblablement le père d'Æthelberht, dont le nom s'écrit habituellement Eormenric. La seule référence directe à Eormenric se trouve dans les généalogies des rois de Kent, mais Grégoire de Tours indique que le père d'Æthelberht était roi du Kent, sans toutefois donner de dates. Ce nom d'Eormenric montre un lien avec les Mérovingiens, la dynastie franque qui règne de l'autre côté de la Manche : la racine Eormen est rare dans les noms de l'aristocratie anglo-saxonne, mais elle est plus fréquente parmi les nobles mérovingiens. Un autre membre de la famille d'Æthelberht est connu : sa sœur, Ricula, est citée par Bède et par la Chronique anglo-saxonne comme la mère de Sæberht, roi des Saxons de l'Est, royaume voisin du Kent,.
La date de naissance d'Æthelberht et celle de son avènement sont toujours sujettes à débat. Bède, le premier à donner des dates, tire probablement ses informations de sa correspondance avec Albinus. Il indique qu'à sa mort, en 616, Æthelberht régnait depuis cinquante-six ans, ce qui situerait son avènement en 560. Bède dit aussi qu’Æthelberht est mort vingt-et-un ans après son baptême, événement qui aurait donc eu lieu en 595. Or, on sait par ailleurs que la mission d'Augustin de Canterbury est arrivée dans le Kent en 597 et, selon Bède, la conversion d'Æthelberht est due à cette mission. Par conséquent, les dates que donne Bède ne sont pas cohérentes. La Chronique anglo-saxonne, une source importante pour les dates les plus reculées, ne s'accorde pas avec les dates de Bède, et ses différentes versions ne s’accordent pas non plus entre elles. En assemblant les différentes dates de la Chronique, il apparaît qu’Æthelberht a régné soit de 560 à 616, soit de 565 à 618, mais les sources ultérieures ont pu mélanger les deux traditions.

Le royaume des Francs en 561. Le royaume de Caribert, le beau-père d'Æthelberht, est en rose.

Dans son Histoire des Francs, Grégoire de Tours écrit que Berthe, fille du roi mérovingien Caribert, a épousé le fils du roi du Kent ; Bède indique qu’Æthelberht a reçu Berthe « de ses parents [à elle] ». Les dates traditionnelles du règne d’Æthelberht suggèrent que le mariage prend place soit avant 560, soit avant 565. Une lecture littérale de Bède implique qu'il prend forcément place avant la mort de Caribert, en 567,. Æthelberht pourrait s'être converti avant la venue d'Augustin, à moins que la date de mort donnée par Bède soit fausse. Une mort en 618 serait cohérente avec un baptême en 597, ce qui concorderait également avec la tradition selon laquelle c'est Augustin qui a baptisé le roi l'année même de son arrivée.
Le long règne de cinquante-six ans attribué à Æthelberht suscite également la méfiance des historiens modernes. Certains considèrent qu'il est en réalité mort à l'âge de cinquante-six ans, ce qui le ferait naître vers 560 (le manuscrit F de la Chronique anglo-saxonne, rédigé au XIe siècle, la place en 552), et il n'aurait pas pu se marier avant le milieu des années 570. Selon Grégoire de Tours, Caribert était déjà roi au moment de son mariage avec Ingeberge, la mère de Berthe, ce qui implique que cette dernière n'a pas pu naître avant 561. Il est de ce fait peu probable que Berthe se soit mariée avant 580. Déplacer plus tard la date de naissance Æthelberht permet de résoudre un autre problème de datation : Æthelburg, fille d’Æthelberht, semble être aussi la fille de Berthe, mais la date supposée de sa naissance donnait pour Berthe un âge de soixante ans à sa naissance.
Toutefois, Grégoire de Tours pense également qu'Ingeberge a soixante-dix ans en 589, ce qui implique qu'elle aurait une quarantaine d'années au moment de son mariage. Ce n'est pas impossible, mais peu probable, d’autant plus que Caribert semble avoir eu une préférence pour les jeunes femmes, toujours selon Grégoire. D'autre part, ce dernier qualifie simplement Æthelberht d'« homme de Kent » au moment de son mariage avec Berthe, et dans le passage de 589 où il relate la mort de la reine Ingeberge, qu'il rédige vers 590-591, il mentionne Æthelberht comme le fils du roi du Kent. Si cela ne reflète pas simplement l'ignorance de Grégoire à propos de la situation du Kent, chose peu probable en raison des liens entre le Kent et les Francs, cela pourrait impliquer que le règne d'Æthelberht n’a pas débuté avant 589,.
Il est impossible de concilier toutes ces contradictions. Les dates les plus probables que l'on puisse déduire de ces données situent la naissance d'Æthelberht vers 560, son mariage avec Berthe vers 580 et son avènement vers 589 ou 590.

### La mission d’Augustin et le début de l’évangélisation

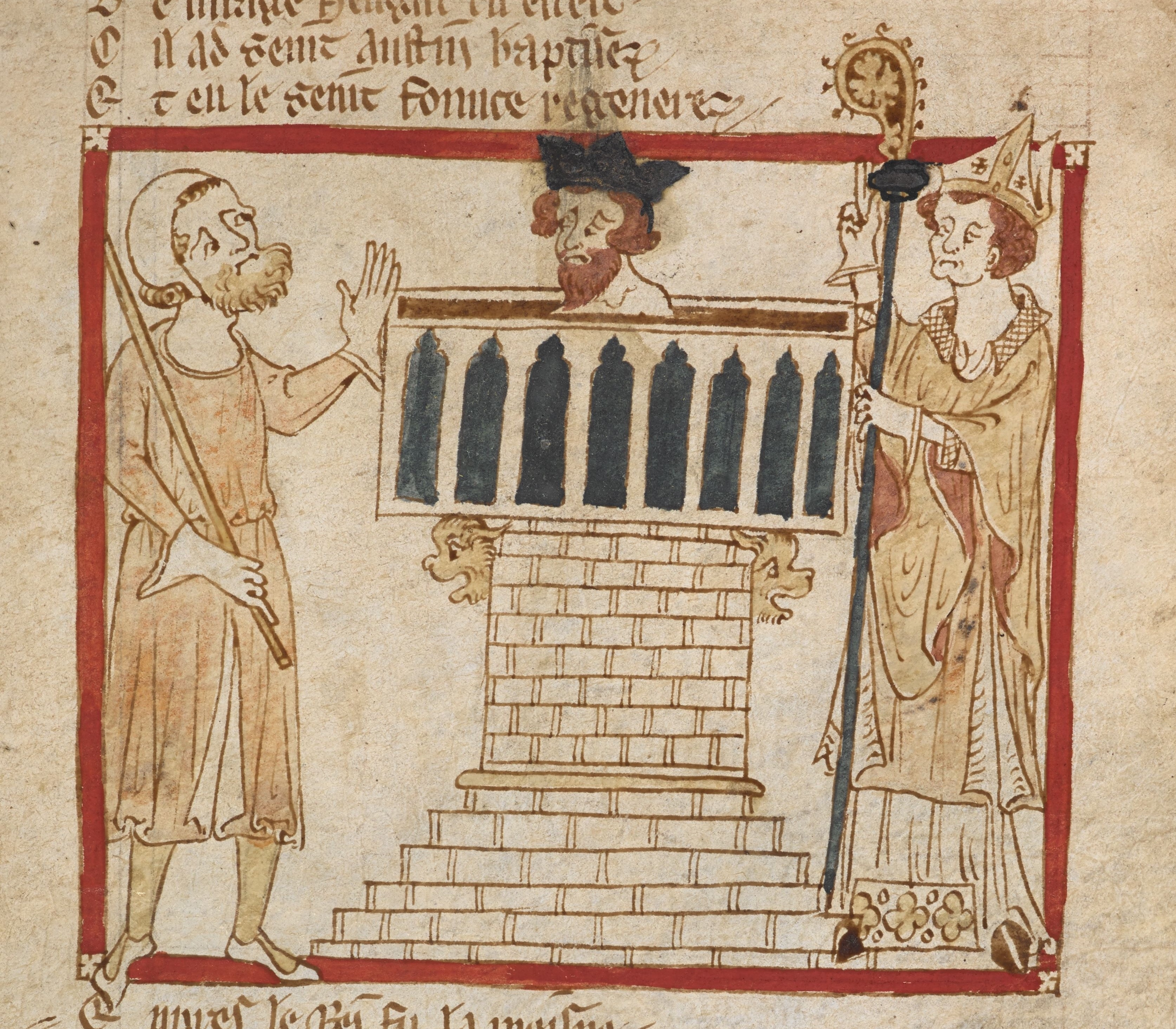
Le baptême d'Æthelberht de Kent (miniature d'un manuscrit du Roman de Brut, début du XIVe siècle).

Les Bretons ont été convertis au christianisme pendant l’occupation romaine, mais les invasions anglo-saxonnes ont séparé l’Église bretonne de celle de Rome pendant plusieurs siècles. Rome n’a ainsi ni présence ni autorité en Grande-Bretagne, et possède si peu d’informations sur l’Église bretonne qu’elle ignore même que ses rites sont différents du canon,. Toutefois, Æthelberht doit connaître l’Église romaine grâce à sa femme Berthe, qui a amené avec elle l’évêque Létard pour lui servir de chapelain. Æthelberht fait construire une chapelle pour sa femme.
En 596, le pape Grégoire le Grand envoie en Angleterre Augustin, prieur du monastère Saint-André à Rome. L’année suivante, un groupe de quarante moines, menés par Augustin, aborde à l’île de Thanet, dans le Kent. Selon Bède, Æthelberht est tellement méfiant vis-à-vis de ces nouveaux arrivants qu’il insiste pour les rencontrer à ciel ouvert, de peur qu’ils pratiquent la sorcellerie. Les moines impressionnent le roi, mais celui-ci ne se convertit pas tout de suite. Il accepte que la mission s’installe à Cantorbéry, et les autorise à prêcher.
On ne sait pas quand Æthelberht se fait chrétien. Il est possible, malgré le récit de Bède, qu’il le soit avant l'arrivée d'Augustin. Létard et Berthe l'ont probablement encouragé à se convertir, ou même que son baptême soit une condition de son mariage avec Berthe. Toutefois, une telle conversion pourrait apparaître comme une reconnaissance de la suzeraineté franque, ce qui inciterait logiquement Æthelberht à temporiser pour affirmer son indépendance. D’un autre côté, les hésitations d’Augustin (il revient à Rome et demande à être déchargé de sa mission, ce que le pape refuse) pourraient suggérer qu’Æthelberht est toujours païen. Quoi qu’il en soit, Æthelberht se convertit au plus tard en 601, date à laquelle le pape lui écrit comme à un roi chrétien. Selon une ancienne tradition, il se serait converti le 1er juin de l’année de l’arrivée d’Augustin.
En dépit du baptême du roi, la mission rencontre tout d'abord un succès limité. Son fils et héritier Eadbald est encore païen lorsqu’il lui succède, ce qui implique que toute la cour ne s'est pas convertie. Augustin ne réussit pas non plus à rallier le clergé breton à l'obédience romaine.

### Le troisième bretwalda

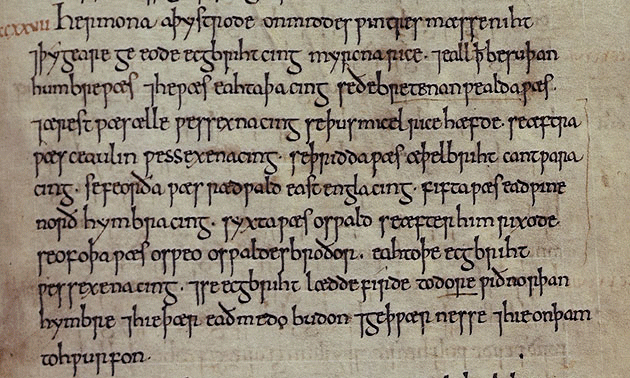
L'entrée pour l'année 827 dans le manuscrit C de la Chronique anglo-saxonne donne la liste des huit bretwaldas. Le mon d’Æthelberht, orthographié « Æþelbriht », est l’avant-dernier mot de la cinquième ligne.

Dans son Histoire ecclésiastique du peuple anglais, Bède donne la liste de sept rois qui, dit-il, ont exercé un imperium (terme généralement traduit par « hégémonie ») sur les autres royaumes au sud du Humber. Bède nomme Æthelberht en troisième place dans cette liste, après Ælle de Sussex et Ceawlin de Wessex. Le compilateur anonyme de la Chronique anglo-saxonne reprend la liste des sept rois de Bède et y ajoute Ecgberht de Wessex, qui règne au début du IXe siècle. La Chronique précise également que ces rois portent le titre de bretwalda, ou « souverain de Bretagne ». La nature exacte du rôle de bretwalda est encore sujette à débat : simple terme de poésie élégiaque pour certains, il semble néanmoins impliquer un rôle concret de domination militaire.
La Chronique anglo-saxonne mentionne pour l'année 568 un affrontement entre Ceawlin, le deuxième bretwalda, et Æthelberht, durant lequel ce dernier est vaincu et repoussé vers le Kent. Les dates que donne la Chronique concernant cette période de l'histoire des Saxons de l'Ouest sont sujettes à caution et des chronologies alternatives du règne de Ceawlin, que la Chronique fait commencer en 560 et s'achever en 592, le situent plutôt entre 581 et 588,. La bataille entre les deux rois s’est déroulée à Wibbandun, « le mont de Wibba », un lien non identifié.
Ceawlin cesse de porter le titre de bretwalda à une date inconnue avant sa déposition (en 592 selon la Chronique), peut-être après la bataille de Stoke Lyne (en 584 selon la Chronique). La puissance d'Æthelberht est assurée au début du VIIe siècle : vers 601, le pape lui écrit pour lui demander de propager le christianisme parmi les rois et les peuples qu’il a soumis. Il semble donc plausible qu'Æthelberht acquerre sa situation prééminente en Angleterre dans les années 590, la bataille de Wibbandun prenant peut-être place vers 590. Ce n'est pas parfaitement compatible avec le règne supposé de Ceawlin entre 581 et 588, mais ces dates  ne restent qu’une estimation à partir des données disponibles.
Outre la mention d’Æthelberht dans la liste des bretwaldas de la Chronique anglo-saxonne, d'autres éléments témoignent de son hégémonie sur plusieurs autres royaumes du sud de l’Angleterre. En Essex, Æthelberht contribue à la conversion du roi Sæberht, son neveu, au christianisme. Plus encore, c’est lui et non Sæberht qui fonde l'église Saint-Paul de Londres. Bède affirme d’ailleurs explicitement qu’Æthelberht est le suzerain de Sæberht,,.
Bède décrit les relations d’Æthelberht avec le roi d’Est-Anglie Rædwald dans un passage ambigu. Il semble dire que Rædwald conserve le ducatus, la direction militaire de son peuple, alors qu’Æthelbert en détient l'imperium, la domination. Il semble ainsi que le rôle de bretwalda implique davantage qu’un simple commandement militaire, puisque les armées est-angliennes restent dirigées par Rædwald. Ce dernier se convertit au christianisme durant un séjour dans le Kent sans pour autant abandonner ses pratiques païennes. Ces deux faits impliquent que l'influence d'Æthelberht en Est-Anglie est moindre qu'en Essex,. Cependant, il est également possible d’interpréter le passage de Bède d’une manière diamétralement opposée, qui impliquerait une domination totale de l'Est-Anglie par le Kent.
Faute de sources, il est impossible d'évaluer l'influence d'Æthelberht sur les autres royaumes anglo-saxons. Ainsi, l'histoire du Sussex est presque entièrement inconnue pour la majeure partie des VIIe et VIIIe siècles. On sait cependant qu'en 602, Æthelberht est en mesure d’organiser une rencontre dans la vallée de la Severn, à la frontière nord du Wessex, ce qui indique peut-être l'étendue de son influence à l’ouest. Il ne subsiste aucune trace d’une domination du Kent sur la Mercie, mais celle-ci étant indépendante de la Northumbrie, il est plausible qu’elle se trouve alors sous la suzeraineté du Kent.

### Mort et postérité
Æthelberht meurt le 24 février 616 et son fils Eadbald, qui n’est pas chrétien (Bède dit qu’il est retourné au paganisme après sa conversion), lui succède. Eadbald scandalise l’Église en épousant sa belle-mère, ce qui est contraire au droit canon, et en refusant le baptême. Il revient cependant à la foi chrétienne à une date ultérieure. Le roi Sæberht d’Essex meurt la même année et ses fils, eux aussi païens, lui succèdent. S’ensuit une révolte contre la foi chrétienne, qui entraîne l’exil de l’évêque de Londres Mellitus. Cette rébellion de l’Essex peut être aussi bien interprétée comme une réaction nationale contre la suzeraineté du Kent qu’une réaction païenne contre le christianisme.
En plus d’Eadbald, Æthelberht a une fille, Æthelburh (ou Tate), qui épouse le roi de Northumbrie Edwin dans les années 620. Il a peut-être un troisième enfant, un fils nommé Æthelwald. En effet, une lettre adressée par le pape à l’archevêque de Cantorbéry Juste (619-625) mentionne un roi nommé Aduluald, ce qui est différent d’Audubald (Eadbald). Les historiens modernes sont divisés à ce sujet : il est possible que Aduluald soit une transcription d’Æthelwald, de sorte que cette lettre pourrait indiquer l’existence d’un autre roi, peut-être un sous-roi du Kent oriental. Il est également possible qu’il s'agisse seulement d'une erreur de scribe et que cet Aduluald fasse tout simplement référence à Eadbald.

Æthelberht semble être devenu l’objet d’un culte peu de temps après sa mort, mais il n’apparaît dans les calendriers de saints qu’au XIIIe siècle. Comme le 24 février, jour de sa mort, est déjà voué à l’apôtre Matthias, il est fêté le 25 ou le 26 selon les calendriers. Il est aujourd’hui célébré le 25 février dans l’archidiocèse catholique de Southwark, mais le martyrologe romain le célèbre le 24 février,, de même que l’Église orthodoxe. L’Église épiscopalienne des États-Unis fête Æthelberht et Berthe le 27 mai. 

## Aspects du règne

### La double royauté du Kent
L’histoire tardive du Kent met clairement en évidence un système de royauté conjointe, où le royaume est partagé entre Kent oriental et Kent occidental, bien qu’il semble y avoir généralement un roi dominant l’autre. L’existence de ce système est moins certaine aux débuts du royaume : les chartes qui présentent Æthelberht régnant conjointement avec son fils Eadbald sont en réalité des faux. Néanmoins, il est possible qu’Æthelberht ait été roi du Kent oriental et Eadbald roi du Kent occidental : le souverain dominant semble avoir été le plus souvent celui du Kent oriental. Qu’Eadbald ait régné conjointement ou non avec Æthelberht, il ne fait aucun doute que l’autorité de ce dernier s’exerce sur tout le royaume.
La division en deux royaumes date vraisemblablement du VIe siècle : il est possible que le Kent oriental ait conquis le Kent occidental et préservé les institutions du royaume vaincu sous la forme d’un sous-royaume. Ce schéma est fréquent dans l’Angleterre anglo-saxonne, lorsque les royaumes les plus puissants absorbent les plus faibles. Le Kent présente une particularité : seuls les fils de rois peuvent légitimement prétendre au trône, ce qui n’empêche toutefois pas les luttes de succession.
Les principales villes du royaume sont Rochester dans le Kent occidental, et Cantorbéry dans le Kent oriental. Bède ne précise pas si Æthelberht possède un palais à Cantorbéry, mais il se réfère à cette ville comme « métropole » d’Æthelberht, et il est clair que cette ville est le centre du pouvoir d’Æthelberht,.

### Relations avec les Francs
De nombreux indices témoignent de relations étroites entre le Kent et les Francs. Le mariage d’Æthelberht a certainement noué des liens entre les deux cours, mais elles ne sont pas sur le même plan : les Francs considèrent Æthelberht comme un roi mineur. Aucun document n’indique qu’Æthelberht ait reconnu la suzeraineté d’un roi du continent, et les historiens sont divisés quant à la nature réelle des relations entre les deux royaumes. Une lettre écrite par le pape Grégoire le Grand à Thierry II, roi de Bourgogne, et à Thibert II, roi d’Austrasie, semble témoigner d’une suzeraineté franque explicite sur le Kent. Cette lettre concerne la mission d’Augustin dans le Kent, et Grégoire dit qu’il croit « que vous souhaitez que vos sujets à tous égards soient convertis à la foi dans laquelle, vous, vos rois et vos seigneurs, vivez ». Toutefois, il s’agit cependant peut-être plus d’une flatterie que d’une description précise des relations entre ces royaumes. Il est également possible que Létard, le chapelain de Berthe, soit le représentant de l’Église franque dans le Kent,.
Le désir des Francs de se rapprocher de la cour de Kent est peut-être lié au fait qu’un roi franc, Chilpéric Ier, est dit avoir soumis, au milieu du VIe siècle, un peuple connu sous le nom d’Euthiones. Si, comme leur nom semble l’illustrer, ces Euthiones étaient une branche continentale des envahisseurs jutes du Kent, il est possible que le mariage ait été conclu dans le but d’unifier politiquement les deux branches du même peuple. Par ailleurs, Æthelberht n’est pas encore roi au moment de son mariage avec Berthe : il est possible que cette union lui ait apporté le soutien des Francs et ait facilité son arrivée au pouvoir.
Indépendamment des liens politiques entre Æthelberht et les Francs, de nombreux éléments témoignent de relations étroites entre les deux rives de la Manche. Il existe un commerce de produits de luxe entre le Kent et les Francs, et les sépultures du Kent ont livré des vêtements, des récipients et des armes qui reflètent l’influence culturelle des Francs. Elles révèlent une plus grande gamme de produits importés que dans le reste de l'Angleterre, ce qui n’est guère surprenant, la situation du royaume lui permettant de commercer plus facilement avec le continent. En outre, les objets trouvés dans les tombes sont plus précieux et plus nombreux dans les tombes du Kent, impliquant une plus grande richesse matérielle, issue du commerce. L’influence franque apparaît également dans l’organisation sociale et agraire du Kent, sans que cela ne reflète nécessairement une colonisation directe de la région par les Francs, car d'autres influences y sont perceptibles.

### Le code de lois d’Æthelberht

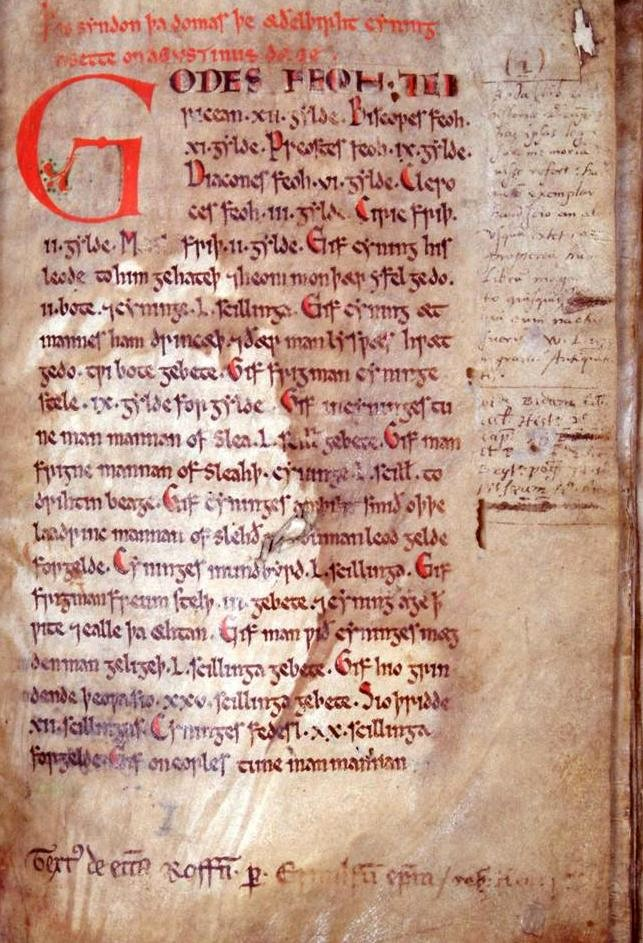
La première page du code de lois d’Æthelberht dans le Textus Roffensis (XIIe siècle).

Quelque temps après l’arrivée de la mission d’Augustin, peut-être en 602 ou en 603, Æthelberht publie un recueil de lois divisé en quatre-vingt-dix sections,. Ces lois sont l’un des premiers codes de lois d’origine germanique connus, ainsi que l’un des tout premiers documents rédigés dans la langue anglo-saxonne, car l’alphabétisation semble être arrivée en Angleterre avec la mission d’Augustin. Le plus ancien manuscrit connu des lois d’Æthelberht se trouve dans le Textus Roffensis, un recueil du XIIe siècle conservé au Medway Studies Centre de Strood, dans le Kent.
Le code d’Æthelberht fait référence à l’Église dans le premier item, qui énumère les compensations requises pour les biens d’un évêque, d’un diacre, d’un prêtre, et ainsi de suite. Dans l’ensemble, les lois semblent remarquablement influencées par les principes chrétiens. Bède affirme qu’elles ont été composées « selon la manière romaine », mais l’influence romaine est peu perceptible. Les sujets abordés se rapprochent de la Loi salique des Francs, mais le code d’Æthelberht ne semble pas être directement inspiré d’un modèle antérieur,.
Les lois fixent les sanctions en cas de transgression, à tous les niveaux de la société. Le roi a un intérêt financier dans l’application, pour la fraction des amendes qui lui revient, mais il est aussi responsable de la loi et de l’ordre, d’éviter les querelles de sang par l’application des lois et des compensations pour les injures. Les lois d’Æthelberht sont reprises par Alfred le Grand pour son propre code de lois, qui s’inspire de ceux d’Æthelberht, d’Offa de Mercie et d’Ina de Wessex.
Une des lois d’Æthelberht semble conserver la trace d’une très ancienne loi germanique : la troisième section stipule que « si le roi boit dans la résidence d’un homme, et que quelqu’un commet un acte interdit, il devra payer double pénalité ». Cela se réfère probablement à une ancienne coutume des rois voyageant dans le pays, reçus et logés par leurs sujets à leur arrivée. La suite du roi conserve ces droits plusieurs siècles après Æthelberht.
Les sections 77 à 81 sont interprétées comme une description de l’état financier des femmes après leur divorce ou leur séparation. Ces clauses définissent la manière et la quantité des biens du ménage que la femme peut conserver selon les circonstances, par exemple si elle conserve la garde des enfants. Cependant, il a été récemment suggéré qu’il faudrait interpréter ces clauses plus dans le cas d’une femme devenant veuve que s’étant séparée ou ayant divorcé.

### Commerce et monnaies

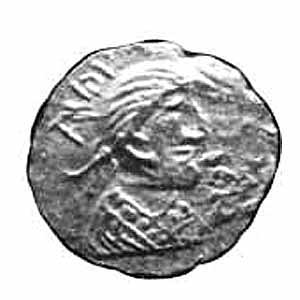
Un thrymsa du règne d’Eadbald, fils et successeur d’Æthelberht.

Faute de sources, il est difficile de décrire le commerce dans le royaume de Kent à l’époque d’Æthelberht. On sait que les rois de Kent contrôlent le commerce à la fin du VIIe siècle, mais on ignore à partir de quand. Des découvertes archéologiques suggèrent que l’influence royale est antérieure aux premières sources écrites. Il est possible qu’Æthelberht ait su prendre le contrôle du commerce aux dépens de l’aristocratie et en ait fait un monopole royal. Le commerce avec le continent fournit au Kent un accès aux marchandises de luxe et lui octroie une position avantagée par rapport aux autres royaumes anglo-saxons, et les revenus du commerce sont très importants.
Les productions du Kent avant 600 comprennent des bols en verre et aussi des bijoux : les joaillers du Kent sont très réputés et ont accès à de l’or avant la fin du VIe siècle. Des marchandises provenant du Kent ont été découvertes dans des nécropoles de l’autre côté de la Manche et jusqu’à l’estuaire de la Loire. On ignore ce que les habitants du Kent achètent, mais l’existence d’un commerce d’esclaves florissant semble plausible. Ces échanges fructueux sont probablement le fondement de la puissance d’Æthelberht, mais son hégémonie, à travers les tributs que doivent lui verser ses vassaux, y contribue probablement également.
Les premières pièces de monnaie anglaises ont peut-être été frappées au cours du règne d’Æthelberht : on n’en connaît aucune qui porte son nom, mais il est très probable que les plus anciennes remontent à la fin du VIe siècle. Ces premières pièces sont en or, et ce sont probablement les shillings (scillingas en vieil anglais) mentionnées dans les lois d’Æthelberht. Ces pièces sont aussi connues des numismates sous le nom de thrymsas.

### Sources primaires
- (en) Bède le Vénérable (trad. Leo Sherley-Price), Historia ecclesiastica gentis Anglorum, Londres, Penguin, 1991, 397 p. (ISBN 978-0-14-044565-7).
- (en) Michael Swanton, The Anglo-Saxon Chronicle, New York, Routledge, 1996, 363 p. (ISBN 978-0-415-92129-9, LCCN 98007131, lire en ligne).

### Sources secondaires
- (en) M. A. S. Blackburn, « Coinage », dans Michael Lapidge, John Blair, Simon Keynes et Donald Scragg (éd.), The Wiley Blackwell Encyclopedia of Anglo-Saxon England, Wiley Blackwell, 2014, 2e éd. (ISBN 978-0-470-65632-7).
- (en) James Campbell, Eric John et Patrick Wormald, The Anglo-Saxons, Londres, Penguin Books, 1991, 272 p. (ISBN 978-0-14-014395-9, LCCN 91204926).
- (en) David Farmer, The Oxford Dictionary of Saints, New York (N.Y.), Oxford University Press, 2011, 5e éd., 496 p. (ISBN 978-0-19-959660-7, lire en ligne).
- (en) Richard Fletcher, Who's Who in Roman Britain and Anglo-Saxon England, Londres, Shepheard-Walwyn, 1989, 245 p. (ISBN 978-0-85683-089-1).
- (en) Patrick J. Geary, Readings in Medieval History, Peterborough, Broadview, 1998, 2e éd., 801 p. (ISBN 978-1-55111-158-2).
- (en) N. J. Higham, « Rædwald », dans Michael Lapidge, John Blair, Simon Keynes et Donald Scragg (éd.), The Wiley Blackwell Encyclopedia of Anglo-Saxon England, Wiley Blackwell, 2014, 2e éd. (ISBN 978-0-470-65632-7).
- (en) Carole A. Hough, « The early Kentish 'divorce laws': a reconsideration of Æthelberht, chs. 79 and 80 », Anglo-Saxon England, vol. 23,‎ 1994, p. 19–34 (ISBN 0-521-47200-8).
- (en) Peter Hunter Blair, An Introduction to Anglo-Saxon England, Cambridge, Cambridge University Press, 1960.
- (en) Peter Hunter Blair, Roman Britain and Early England : 55 B.C. – A.D. 871, New York, W.W. Norton & Company, 1966, 1re éd., 292 p. (ISBN 978-0-393-00361-1).
- (en) S. E. Kelly, « Æthelberht I (d. 616?) », dans Oxford Dictionary of National Biography, Oxford University Press, 2005 (lire en ligne ).
- (en) S. E. Kelly, « Æthelberht », dans Michael Lapidge, John Blair, Simon Keynes et Donald Scragg (éd.), The Wiley Blackwell Encyclopedia of Anglo-Saxon England, Wiley Blackwell, 2014, 2e éd. (ISBN 978-0-470-65632-7).
- (en) D. P. Kirby, The Earliest English Kings, Londres, Routledge, 1992 (ISBN 978-0-415-09086-5).
- (en) Frank Stenton, Anglo-Saxon England, Oxford, Clarendon Press, 1971, 3e éd., 765 p. (ISBN 978-0-19-821716-9, LCCN 71022751, lire en ligne).
- (en) Barbara Yorke, Kings and Kingdoms of Early Anglo-Saxon England, Londres, Seaby, 1990, 218 p. (ISBN 978-1-85264-027-9).